# 개릿 A. 호바트
개릿 오거스터스 호바트(Garret Augustus Hobart, 1844년 6월 3일 ~ 1899년 11월 21일)는 미국의 제24대 부통령 (1897년 ~ 1899년)이었다. 재임 중인 1899년 11월 21일 병사하여 1900년 미국 대통령 선거에서 당시 뉴욕주 주지사였던 시어도어 루스벨트가 윌리엄 매킨리의 러닝메이트가 되었다.

## 어린 시절
뉴저지주 롱브랜치에서 애디슨 윌러드 호바트와 소피아 밴더비어에게 3명의 아들 중 둘째로 태어났다. 그의 부친은 전문적인 교사로 초등학교를 창립하였다.
어린 호바트는 롱브랜치에 있는 부친의 학교에서 학문적 공부를 시작하였다. 가족이 말보로로 옮겨갔을 때 호바트는 지방 마을 학교를 다녔다. 학문적으로 뛰어난 그는 자신의 공부와 스포츠에서 빼어났다.
1859년 그는 매타완에 있는 기숙사 학교를 졸업하였다. 정규 수학에 참여하지 않기로 한 한해 후에 그는 럿거스 대학교에 입학하였다. 빛나는 학생인 그는 자신의 클래스에서 3위를 하여 1863년 자신의 학사 학위를 취득하였다. 뉴저지주의 첫 주요 정당 부통령 후보 시어도어 프렐링하이센이 상장과 함께 그를 수여하였다.

## 경력
졸업 후, 호바트는 자신의 학생 대출을 갚는 데 잠시 교사로서 일하였다. 그 일은 부친의 친구 소크라테스 터틀이 그의 사무실에서 법률을 공부하는 데 초청했던 시간 동안에 있었다. 호바트는 제공을 받아들였다. 법률을 공부한 동안 그는 은행원으로 일하면서 자신을 성원하였다.
1866년 호바트는 검사로서 법정에 수용되었다. 동년에 그는 자신이 터틀의 선행으로부터 얻은 직위로 퍼세이크군을 위한 대배심원으로 임명되었다. 그는 곧 1871년 도시 법률 상담사가 되는 데 향상하였다. 이어진 해 그는 형평법 재판소에서 보좌관으로 만들어졌다.
호바트의 정치 경력은 그가 퍼세이크군 제3 선거구로부터 뉴저지주 회의를 위한 공화당 공천후보에 출마했을 때 시작되었다. 그는 2개의 기간을 위하여 성공적으로 지내 1873년 재선을 이겼다.
1874년 그는 당시 의장이 보유할 수 있던 것을 위하여 최대 존속기간으로 2개의 기간을 자신이 보유한 주회의의 의장으로 투표되었다. 이것에 이어 그는 1876년 퍼세이크군을 위한 뉴저지주 상원 의석을 위한 후보 지명을 얻었다. 그는 2개의 기간을 지내 1879년 재선을 이겼다.
1881년부터 1882년까지 호바트는 뉴저지주 상원의 회장을 지내 입법부의 상하원을 둘다 지도하는 데 첫 사람이 되었다. 1883년부터 1913년까지 미국 상원 선거를 위한 공화당 후보로 지냈다.
자신의 정치 경력에 추가로 호바트는 변호사로서 자신의 직업을 효과적으로 유지하여 법인 조직들을 상담하였다. 더욱 나가서 호바트는 파산한 철도들의 법원이 지명한 재산 관리인을 지냈다. 그의 임무는 부실한 철도들을 재결성하여 복구하는 데 연루되었다.
1876년 이래 그는 모든 공화당 전당 대회를 위한 대표로 지냈다. 1880년부터 1891년까지 그는 뉴저지주 공화당 위원회의 일원을 지냈다. 그 동안 1884년부터 그는 공화당 국립 위윈회를 위하여 뉴저지주 대표로서 모험하였다.
국내 정치 장면에서 호바트의 연루는 1895년에 의하여 거대하게 상승하였다. 그는 뉴저지주 지사의 직무를 위하여 존 그리그의 선거 운동을 위한 주요 관리자였다. 그 일은 부통령을 위한 공화당원들을 위하여 호바트가 곧 주요 경쟁자가 된 그의 매력적이고 효과적인 관리를 위해서였다.
1896년 미국 대통령 선거가 열린 동안 호바트는 미국의 대통령 직무를 위한 공화당 공천후보에 출마하고 있던 윌리엄 매킨리를 지지하였다. 매킨리는 첫 비밀투표에 탐낼 직위를 위한 자신의 후보 지명을 얻었다. 그후 즉시 호바트는 직무를 차지하는 데 자신의 싫음에 불구하고 부통령 후보로서 공고되었다.
1896년 11월 3일 공화당 후보들 매킨리와 호바트는 비밀투표들에 승리를 거두어 자신들의 민주당 후보를 앞섰다. 승리를 공고한 호바트는 부통령의 직무를 위하여 자신을 준비하면서 선거 승리와 취임식 사이에 4개월을 보냈다.
임명된 후 호바트 가족은 워싱턴 D. C.로 옮겨갔다. 영부인 아이다 여사와 제니 여사도 또한 친구들이 되면서 호바트와 매킨리가 나눈 따뜻한 관계는 자신들의 부인들에게 연장되었다. 두 가족들은 가끔 서로 방문을 하고 비공식적 관계를 나누었다.
기초적으로 두번째 바이올린을 연주하고 헌법과 정치적 목적들이 제한된 자신의 전임자들과 달리, 부통령으로서 호바트의 역할은 훨씬 더 두드러졌다. 그는 매킨리와 내각 일원들에게 가까운 조언자였고 자신이 "보조 대통령"으로 알려지게 된 너무 많이 행정부의 입법 협의 사항을 끊임없이 안내하였다.
부통령을 지낸 동안 호바트는 지속적으로 합동 교통 협회의 중재인 직을 즐겼다. 1897년 합동 교통 협회가 셔먼 반독점법을 위반한 것으로 찾아졌을 때 호바트는 중재인으로 사임하였다.

## 주요 업적
부통령으로서 호바트의 가장 중요한 업적은 미국-스페인 전쟁의 말기 동안 1899년에 왔다. 그는 상원에서 균형을 깨는 투표를 한 중요한 역할을 하여 필리핀 제도를 위하여 훗날의 독립을 약속할 스페인과 조약으로 수정 조항을 꺾었다.

## 개인 생활과 유산
1869년 7월 21일 호바트는 소크라테스 터틀의 딸 제니 터틀과 결혼하였다. 부부는 2명이 유아기에서 생존한 4명의 자녀들과 축복을 받았다.
1898년 호바트는 심각한 병이 들게 되었다. 그는 시간과 악화된 심장병을 겪었다. 이듬해 11월 1일 호바트는 공공 생활로부터 사임하였다. 그의 상태는 더욱 악화되고 있었다.
1899년 11월 21일 호바트는 마지막 숨을 거두었다. 그의 사망은 큰 대중에 의하여 깊게 후회가 되었다. 주의 건물들은 애도에 드리워졌고 국기들은 그의 장례식이 있을 때까지 절반에 날아갔다.
그는 패터슨에 있는 세다론 묘지에 안치되었다. 그의 장례식은 매킨리 대통령을 포함한 정치적 거물들에 의하여 참석되었다.
사후 호바트의 동상은 패터슨의 시청 외부에 세워졌다. 오클라호마주 호바트와 워싱턴주 호바트 공동체는 그의 이름을 땄다.

## 역대 선거 결과
| 선거명      | 직책명                        | 대수  | 정당   | 득표율 | 득표수 (선거인단)   | 결과 | 당락               |
| ----------- | ----------------------------- | ----- | ------ | ------ | ------------------- | ---- | ------------------ |
| 1872년 선거 | 하원의원 (퍼세이크 제3선거구) | 145대 | 공화당 | 65.03% | 1,787표             | 1위  | 뉴저지 주의원 당선 |
| 1873년 선거 | 하원의원 (퍼세이크 제3선거구) | 146대 | 공화당 | 59.29% | 1,490표             | 1위  | 뉴저지 주의원 당선 |
| 1876년 선거 | 상원의원 (뉴저지 퍼세이크)    | 147대 | 공화당 | 60.12% | 10,566표            | 1위  | 뉴저지 주의원 당선 |
| 1879년 선거 | 상원의원 (뉴저지 퍼세이크)    | 148대 | 공화당 | 59.54% | 5,546표             | 1위  | 뉴저지 주의원 당선 |
| 1883년 선거 | 상원의원 (뉴저지 제2부)       | 48대  | 공화당 | 44.44% | 36표                | 2위  | 낙선               |
| 1896년 선거 | 미국의 부통령                 | 24대  | 공화당 | 51.01% | 7,108,480표 (271명) | 1위  | 미국의 부통령 당선 |